# Stadsregio Amsterdam

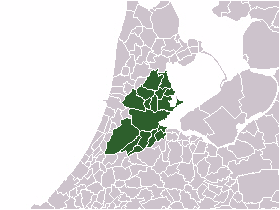
Localización de los municipios pertenecientes a Stadsregio Amsterdam.

Stadsregio Amsterdam es una agrupación de dieciséis municipios holandeses que se encuentran alrededor de la capital del país, Ámsterdam, la cual es la más populosa de todas. Esta unión también es conocida por las siglas ROA, del holandés Regionaal Orgaan Amsterdam.
La población total es de 1.380.700 habitantes, repartidos aproximadamente de la siguiente manera: 
- Ámsterdam - 750.800
- Zaanstad - 143.100
- Haarlemmermeer - 141.500
- Amstelveen - 78.900
- Purmerend - 78.800
- Edam-Volendam - 28.500
- Uithoorn - 27.600
- Diemen - 24.200
- Aalsmeer - 27.200
- Waterland - 17.000
- Wormerland - 15.900
- Ouder-Amstel - 13.100
- Landsmeer - 10.100
- Oostzaan - 9.200
- Beemster - 8.500
- Zeevang - 6.300[1]